# Wleń
Wleń [vlɛɲ] ( tiếng Đức: Lähn    ) là một thị trấn thuộc hạt Lwówek Śląski, Lower Silesian Voivodeship, ở phía tây nam Ba Lan . Nó nằm trên sông Bóbr ở vùng Lower Silesian lịch sử, cách khoảng 13 km về phía đông nam Lwówek ląski và 97 km về phía tây thủ đô khu vực Wrocław .
Thị trấn là trụ sở của khu hành chính ( gmina ) được gọi là Gmina Wleń . Tính đến  năm 2011   , nó có dân số là 1.855 người.
Wleń được thành lập vào năm 1214 bởi công tước Silesian Henry I the Bearded và vợ Hedwig of Andechs . Những tàn tích của lâu đài Łupki ( tiếng Đức: Lehnhaus    ), cho đến năm 1945 tài sản của gia đình quý tộc Haugwitz, nằm ngoài trung tâm thị trấn, nó phục vụ để bảo vệ biên giới gần đó với Bohemia và Thượng Lusatia và bị tàn phá trong Chiến tranh Ba mươi năm . Một cung điện Baroque đã được xây dựng lại bên dưới nó.
Lâu đài Wleń, và tòa tháp duy nhất còn lại của nó, có thể nhìn thấy từ thị trấn. Hình ảnh cho thấy khung cảnh của Wleń từ đỉnh tháp, hiện đang thấp hơn một nửa chiều cao ban đầu của nó. Vào năm 2005, một phần phía tây của một trong những bức tường bên ngoài của lâu đài đã sụp đổ, buộc lâu đài phải tạm thời đóng cửa đối với khách du lịch. Theo thời gian,phần đổ nát của bức tường bên ngoài được xây dựng lại bằng cách sử dụng vốn từ chính phủ Ba Lan và Liên minh châu Âu và hoàn thành vào năm 2009.